# Pluvault
Pluvault – miejscowość i dawna gmina we Francji, w regionie Burgundia-Franche-Comté, w departamencie Côte-d’Or. W 2013 roku populacja ówczesnej gminy wynosiła 550 mieszkańców. 
W dniu 1 stycznia 2019 roku z połączenia dwóch ówczesnych gmin – Longeault oraz Pluvault – powstała nowa gmina Longeault-Pluvault. Siedzibą gminy została miejscowość Longeault. 